# Casta e pura
Casta e pura é um filme de 1981 dirigido por Salvatore Samperi.
Estreou em Portugal a 29 de Outubro de 1982.

## Sinopse
Pouco antes da morte da mulher, dona de um império financeiro, o marido Antonio (Fernando Rey), temendo ser despedido pelos accionistas, convence-a a fazer prometer à sua jovem filha, como última vontade antes de morrer, que ela não se casará antes do pai morrer. Vinte anos depois, Rosa (Laura Antonelli), é uma bela mulher, que cumpre o juramento feito no leito de morte da mãe. No entanto tem estranhos sonhos, em que é visitada pelo primo Fernando (Massimo Ranieri). Perturbada, dá a entender ao pároco (Enzo Cannavale) que pretende fazer-se freira e entregar todos os seus bens a obras de caridade. Quando o seu pai sabe dessa notícia, começa a planear a iniciação sexual da filha, para não perder a herança.

## Elenco
- Laura Antonelli: Rosa
- Fernando Rey: Antonio
- Massimo Ranieri: Fernando
- Enzo Cannavale: il sacerdote Bottazzi
- Christian De Sica: Carletto Morosini
- Riccardo Billi: suo padre
- Vincenzo Crocitti: "Picci"
- Sergio Di Pinto: Gustavo Bottesini
- Valeria Fabrizi: seconda moglie di Bottesini
- Adriana Giuffré
- Diego Cappuccio: Dario Di Maggio
- Elsa Vazzoler
- Gabrielle Lazure: Lisetta